# Orleanizm
Orleanizm – doktryna polityczna ukształtowana w latach 1830–1848, ale posiadająca korzenie głębiej – już w epoce Ludwika XIV. Pośrednio była ona skutkiem konfliktu między królem Ludwikiem XIV a jego młodszym bratem Filipem Orleańskim. 
Orleanizm bywał określany jako liberalizm arystokratyczny. Ze względu na tłamszenie ambicji politycznych Filipa Orleańskiego przez Króla Słońce orleanizm dążył do ograniczenia władzy absolutystycznej. Doktryną tą kierowała się monarchia lipcowa. 